# Kalînivka, Țarîceanka
Kalînivka (în ucraineană Калинівка) este un sat în așezarea urbană Țarîceanka din raionul Țarîceanka, regiunea Dnipropetrovsk, Ucraina.

## Demografie
Componența lingvistică a localității Kalînivka
     Ucraineană (99,23%)
     Alte limbi (0,77%)
Conform recensământului din 2001, majoritatea populației localității Kalînivka era vorbitoare de ucraineană (99,23%), existând în minoritate și vorbitori de alte limbi.